# René Gillet
René Gillet is een historisch Frans merk van motorfietsen.
Ets. René Gillet, Paris, later Montrouge, Seine (1898-1957).
René Gillet bouwde robuuste en solide motorfietsen. Vooral de 746- en 996 cc V-twins die bij het Franse leger en de politie populair waren werden bekend en ze waren populair bij zijspanrijders.
Na de Tweede Wereldoorlog bouwde men gemoderniseerde dikke V-twins, maar ook bromfietsen en tweetakten van 123- en 247 cc. Er werden steeds eigen blokken gebruikt.
- (Niet te verwarren met het Belgische merk Gillet Herstal)